# Raj Kumar Mehra
Raj Kumar Mehra (ur. 14 kwietnia 1918, zm. 5 stycznia 2001 w Rajpur Sonarpur) – indyjski kolarz torowy i szosowy. Reprezentant Indii na Letnich Igrzyskach Olimpijskich 1948 w Londynie Reprezentant Indii na Letnich Igrzyskach Olimpijskich 1952 w Helsinkach. Na igrzyskach w Londynie uczestniczył w wyścigu indywidualnym ze startu wspólnego, którego nie ukończył. Natomiast igrzyskach uczestniczył w Helsinkach: w wyścigu indywidualnym ze start wspólnego, w którym również nie ukończył wyścigu oraz w jeździe drużynowej, w której ekipa z Indii w składzie: Netai Bysack, Suprovat Chakravarty, Raj Kumar Mehra, Tarit Kumar Sett zajęła ostatnie 22. miejsce.